# Agustín de Jáuregui
Agustín de Jáuregui y Aldecoa (Lecároz, Navarra, Espanha, 17 de maio de 1711 - Lima, Peru, 29 de abril de 1784) foi um militar e político espanhol que serviu como governador do Chile (1772-80) e vice-rei do Peru (1780-84).

## Experiência militar
Aos 25 anos entrou para o exército, servindo na Cartagena das Índias (agora na Colômbia), durante o cerco britânico em 1740. Subiu ao posto de tenente-general, e tornou-se um cavaleiro da Ordem de Santiago.
Antes da sua nomeação como governador do Chile, ele também serviu em Honduras, Porto Rico e Cuba. Em 1772, enquanto residente na Espanha, foi nomeado governador pela autoridade do rei Carlos III. Em outubro do mesmo ano, ele embarcou para o Peru com Tomás, seu filho. Sua esposa, natural de Havana, com quem se casou lá, permaneceu na Espanha.

## Governador do Chile
Jáuregui foi governador do Chile de 6 de março de 1772 até 1780, período durante o qual promulgou uma série de reformas administrativas e governamentais. Por exemplo, inaugurou o serviço de correio terrestre em 29 de abril de 1775. Supervisionou o primeiro censo do Chile que estimou a população em 259.646 habitantes em 1778.
Em junho de 1772, introduziu uma lei severa destinada a preservar a ordem pública. As pessoas estavam proibidas de manejar armas em público; o roubo de animais devia ser punido com chicotadas, os comerciantes deveriam fechar seus estabelecimentos na hora adequada caso contrário estariam sujeitos a multas. Com o acordo do bispo Alday, ele restringiu o direito de asilo nas igrejas para apenas duas, Santa Ana e San Isidro.
Introduziu as reformas do sistema fiscal e de cobrança em 1772. Aboliu muitos impostos que eram cobrados por terceiros em troca de uma porcentagem, e exigiu que os impostos fossem pagos diretamente à Coroa. As reformas foram contestadas pelos comerciantes, mas Jáuregui as colocou em prática mesmo assim.
Ele realizou uma série de reuniões formais com os líderes indígenas. Em abril de 1774, reuniu-se com os seus embaixadores em Santiago e se encontrou com vários outros líderes em Tapihue no mês de dezembro daquele mesmo ano. Um dos acordos firmados diz respeito à criação de uma escola para os nativos, a ser gerida pelos jesuítas. O nome dessa instituição era "Colegio de San Pablo", que começou a funcionar em abril de 1775 em Santiago.
Jáuregui presidiu o início da construção da catedral de Santiago, sob a direção do arquitecto italiano Joaquín Toesca. A catedral foi inaugurada em 8 de dezembro de 1775. Além disso, a Universidade do Chile obteve desenvolvimento durante seu mandato. Foi criada a Academia de Prática Forense, ligada á Universidade.
Em 1776 a Capitania-geral do Chile sofreu a perda da província de Cuyo, incluindo as cidades de Mendoza, San Juan e San Luis, devido à criação do Vice-Reino do Rio da Prata.
Em 1777 Jáuregui instituiu um sistema de milícias para se defender do banditismo rural e se preparar para outras ações militares, embora cada unidade fosse convidada a organizar o seu próprio financiamento para a compra de uniformes e armas. Foram criados dois regimentos de cavalaria, com 1.400 homens e um novo regimento de infantaria, com mais 800 homens. No exército profissional, as forças foram redistribuídas ao longo da fronteira de Arauco, em Santiago. Ele propôs uma melhor remuneração para os soldados, e este foi aprovado por Carlos III, em janeiro de 1778.
Por ordem real, em 1778, o livre comércio entre os vários portos da Espanha e da América foi aprovado. Entre as cidades incluídas estavam Valparaíso e Concepción, no Chile. A ordem também autorizou a rota em torno do Cabo Horn. Este foi um importante benefício para a colônia.
Ainda em 1778, foi fundado o Colegio de San Carlos em Santiago. Este edifício substituiu o Convictorio de San Francisco Javier, administrado pelos jesuítas até sua expulsão.
Em maio de 1778 o rio Mapocho transbordou causando inundações.

## Vice-rei do Peru
Em 1780, Jáuregui foi nomeado vice-rei do Peru. A recepção em honra de sua chegada (20 de julho) incluiu um discurso de boas-vindas feito pelo intelectual. peruano José Baquíjano.
Pouco antes do fim da festa de boas-vindas em Lima, ele teve que enfrentar a revolta de Túpac Amaru II (José Gabriel Condorcanqui Noguera). Túpac Amaru era um descendente direto do antigo Túpac Amaru, o último Inca (imperador) de Vilcabamba, que havia sido decapitado por ordem do vice-rei Francisco de Toledo, em 1572. Túpac Amaru II foi cacique de Tungasuca, Surimana e Pampamarcae e tinha bens, negócios e prestígio na região de Cusco. Ele tinha 40 anos quando liderou a rebelião, cansado dos abusos dos corregedores e comerciantes e das reformas do Visitador José Antonio de Areche (alfândega, impostos, tributos).
Túpac Amaru estava organizando a conspiração desde 1778. A revolta começou no dia 4 de novembro de 1780. Nessa data, ele capturou e condenou à forca o corregedor de Tinta, Antonio de Arriaga. No mesmo dia, ele falou para milhares de seguidores em Tungasuca, anunciando a abolição da mita (trabalho forçado), obraje (outra forma de trabalho forçado), a escravidão negra, o imposto sobre as vendas e os corregedores.
Jáuregui conseguiu derrotar Túpac Amaru em 1781, e dentro de um mês ele havia sido preso e julgado. Em 18 de maio de 1781, Túpac Amaru, sua esposa, e outros líderes foram executados. Túpac Amaru teve o corpo rasgado em pedaços por quatro cavalos, e as partes foram exibidas publicamente em várias cidades como uma advertência. Outros rebeldes foram brutalmente torturados e mortos entre 1781 e 1783. Não se sabe se algum descendente do imperador inca sobreviveu à repressão.
No entanto, persistiu o descontentamento entre os povos indígenas por causa do abuso da encomienda e da mita, que Jáuregui regulamentou. Jáuregui também se esforçou para melhorar as defesas, as milícias e os serviços postais do vice-reinado. Ele deixou o cargo em 6 de abril de 1784 e poucos dias depois morreu em um acidente em Lima.